# Enddarm

Verdauungstrakt des Menschen

Der Enddarm ist das beim Menschen etwa 20 cm lange letzte Ende des Dickdarms, das im After endet. Der Enddarm wird noch einmal in zwei Teile unterteilt: Der Mastdarm (Rectum) wird vom Analkanal durch einen inneren Schließmuskel (Musculus sphincter ani internus) abgetrennt. Im Mastdarm wird der Darminhalt bis zur nächsten Entleerung gespeichert. Die Entleerung erfolgt über den Defäkationsreflex.
Bei Vögeln wird der gesamte Dickdarmbereich jenseits der Blinddärme als Enddarm bezeichnet, da eine Unterteilung in Grimm- und Mastdarm nicht möglich ist.